# Spetisbury
Spetisbury är en ort och civil parish i Storbritannien.   Den ligger i kommunen Dorset och riksdelen England, i den södra delen av landet, 160 km sydväst om huvudstaden London. Spetisbury ligger 32 meter över havet och antalet invånare är 555.
Terrängen runt Spetisbury är huvudsakligen platt. Spetisbury ligger nere i en dal. Runt Spetisbury är det ganska tätbefolkat, med 108 invånare per kvadratkilometer. Närmaste större samhälle är Poole, 15,4 km sydost om Spetisbury. Trakten runt Spetisbury består till största delen av jordbruksmark.